# Caughall
Caughall var en civil parish 1866–2015 när det uppgick i Backford, i distriktet Cheshire West and Chester, i Storbritannien. Det ligger i grevskapet Cheshire och riksdelen England, i den södra delen av landet, 260 km nordväst om huvudstaden London. Civil parish hade 29 invånare år 2001.